# OLM (기업)
OLM은 애니메이션·영화의 기획·제작을 주된 사업 내용으로하는 일본의 기업이다. 《포켓몬스터》를 제작한 것으로 잘 알려져 있다. 일본 동화 협회의 정회원이며, 회사명 OLM은 Oriental Light & Magic (오리엔탈 라이트 & 매직)의 약자이다.
《포켓몬스터》 시리즈와 레벨파이브 작품을 필두로 제작 작품의 대부분이 아동용 애니메이션이다. 쇼가쿠칸 잡지와 독점적으로 작업하는 것이 매우 많지만 동사와 쇼가쿠칸 슈에이샤 프로덕션 등 히토쓰바시 그룹과의 자본 상의 관계는 없다.
설립 당시에는 이른바 심야 애니메이션 등 하이타입 잡지용 애니메이션도 다수 제작했으나 2007년 당시 제작 프로듀서였던 이와사 가쿠가 WHITE FOX을 설립해서 독립된 것을 경계로, 현재의 제작 방식이 확립되었다. 실사 영화나 풀 3DCG애니메이션에도 참가하고 있다. 2017년 이후는 제작 편수가 대폭 증가하고 신에이 동화 등 동업 타사와 공동으로 제작하는 사례도 늘고 있다. 또한 2020년 4월기에는 OLM 단독 제작으로 약 13년 만의 심야 애니메이션이 방송되어 이후는 나이에 여러편 정도의 심야 애니메이션을 다루게 되고 있다.
제작 관리, 연출, 작화 부문과 작화 이후 디지털 페인트·복합 촬영을 하는 2D부문을 거느린다. CG제작 업무는 관련 회사의 "OLM Digital"이 맡는다. 2D부문은, 2007년 때까지 OLM Digital의 부문이었다.
OLM에서는 프로듀서 단위의 팀제를 도입하며, 크레딧에 OLM의 사명 로고와 함께 "TEAM ○○"으로 표기된다. 2014년 3월까지는 프로듀서는 "제작 담당"으로 표기되고 대표이사인 오쿠노나 칸다가 "프로듀서"로 신용되고 있었다.
2005년 10월에는 실사 제작 프로듀싱 전문 팀의 TEAM MIYAGAWA가 신설되면서 현재는 TEAM MIIKE으로 미이케 다카시 감독 작품 등을 다루고 있다. 실사에서는 애니메이션 작품에 앞서고 4K·8K대응화 도 적극적으로 하고 있다.

## 역사

### 설립 당시 멤버
현 대표인 오쿠노 토시아키는 한때 오비 기획의 프로듀서였다. 오비 기획은 애니메이션 스튜디오 '파스텔'을 가지고 있어, 파스텔의 프로듀서였던 칸다 슈키치는 OLM의 이사로 취임. 파스텔에서는 그 밖에 칸다의 부하 오타 쇼지, 파스텔을 거점으로 연출을 하고 있던 유야마 쿠니히코, 스튜디오 자이언츠에서는 타카하시 나오히토, 치바 유리코, 칸다가 한때 재적한 《터치》 등을 통해 오비 기획과 관계 가 있던 갸롯푸에서는 코이타바시 츠카사, 와사키 노부유키와 갸롯푸 중심에서 활동하고 있던 프리 연출가 미즈타니 타카야가 OLM의 설립에 참가했다. 또 유야마의 1980년대 감독작에서 키 애니메이터를 맡은 작화 스튜디오 아니메 아루의 모리 카즈아키가 뒤에 참가했다.

### 디지털 애니메이션으로 전환
1995년 오엘엠디지털을 설립하여 디지털 페인트나 컴포지트 촬영 등 디지털 제작을 비교적 빠른 단계에서 도입했다. 당초 디지털 제작은 《포켓몬스터》의 오프닝 애니메이션이나 엔딩 애니메이션 등 한정된 부분에서 사용되었다. 텔레비전 시리즈에서는 《 오! 나의 여신님 ~작다는 건 편리해~》가, 전편 디지털 제작에 의한 최초의 작품이다. Toon Boom을 사용한 디지털 작화의 도입도 시작해, 《포켓몬스터 XY&Z》 제12화내의 미니 코너 '퍼포머 통신'(2016년 1월 28일, TV 도쿄 계열 방송회)에 있어서, 결성된 Toon Boom 디지털 작화팀에 의해 처음으로 작화가 이루어졌다. 또, 2017년에 방송된 「피카이아!!」(전 13화)에서는, ToonBoom Harmony를 메인으로 제작이 행해져, 그라피니카, SIGNAL.MD라고 하는 디지털 작화를 적극적으로 도입하는 스튜디오와의 공동 작업이 시도되었다.

### IRH 그룹 기업화
2015년 12월 22일, 이마지카·로봇 홀딩스 (IRH)와 기본 합의서를 체결해, 자회사화가 발표된다. 2016년 4월 4일자로, 이마지카·로봇 홀딩스가 오쿠노 등의 기존 주주로부터 주식 양도를 받아, 51.33%까지 매입하는 것에 따라 자회사가 된다. 2017년 12월, 말레이시아에 현지 법인이 되는 'OLM ASIA SDN BHD'를 설립. 디지털 작화·마무리를 맡는다.

## OLM의 팀
다른 애니메이션 스튜디오와 마찬가지로 OLM은 특정 시리즈나 프랜차이즈를 담당하는 별개의 제작 팀으로 분리되어 있다. 제작에 있어 뚜렷이 인정받고 있다는 점에서 독특하다.
| 현재의 팀           | 현재의 팀         | 현재의 팀 |
| 팀 이름             | 프로듀서          | 비고 |
| ------------------- | ----------------- | --- |
| OLM TEAM KATO       | 카토 히로유키     | TEAM OTA→TEAM IGUCHI→TEAM IWASA→TEAM KAMEI에서 분파. |
| OLM TEAM INOUE      | 이노우에 츠요시   | TEAM WASAKI에서 분파. |
| OLM TEAM YOSHIOKA   | 요시오카 다이스케 | TEAM IWASA→TEAM WASAKI에서 분파. |
| OLM TEAM MASUDA     | 마스다 카츠토     | 곤조→스튜디오 고쿠미→AXsiZ→feel.→키네마 시트러스→MAPPA 출신. |
| OLM TEAM ABE        | 아베 이사무       | SynergySP 출신. |
| 무표기              | 쿠사카베 타쿠미   | XEBEC 출신. |
| 무표기              | 마사다 사토시     | 곤조 출신. TEAM WASAKI→KOITABASHI→INOUE→GO→ABE에서 분파. |
| OLM TEAM MIIKE      | 사카 미사코       | 실사(미이케 타카시 작품) 프로듀스. |
| 해산한 팀           |                   | |
| OLM TEAM OTA        | 오타 쇼지         | OB Planning/Pastel 출신. 설립 때의 팀. OLM의 텔레비전 애니메이션 최초의 원청 작품인 《애천사전설 웨딩피치》을 담당. 《자 가자! 다마고치!》를 마지막으로 팀을 해산. |
| OLM TEAM IGUCHI     | 이구치 노리아키   | 설립 때의 팀. 《포켓몬스터 DP》(제136화까지)를 마지막으로 팀을 해산.                                                                                               |
| OLM TEAM KOITABASHI | 코이타바시 츠카사 | 갸롯푸 출신. 설립 때의 팀. 《포치와 발명 피카친 키트》를 마지막으로 팀을 해산.                                                                                     |
| OLM TEAM WASAKI     | 와사키 노부유키   | 갸롯푸 출신. 설립 때의 팀. 《비밀♥비밀의 에그엔젤 코코밍》(제51화까지)을 마지막으로 팀을 해산.                                                                     |
| OLM TEAM IWASA      | 이사와 가쿠       | TEAM IGUCHI→OTA→KOITABASHI→OTA에서 분파. 《칭송받는 자》를 마지막으로 팀을 해산해, WHITE FOX를 설립.                                                               |
| OLM TEAM KAMEI      | 카메이 야스테루   | TEAM KOITABASHI에서 분파. 《100% 파스칼 선생님》을 마지막으로 팀을 해산.                                                                                           |
| OLM TEAM GO         | 사와다 츠요시     | TEAM KOITABASHI에서 분파. 《카드 파이트!! 뱅가드(신에몬편)》을 마지막으로 TEAM INOUE와 통합.                                                                       |
| OLM TEAM KAWAKITA   | 카와키타 마나부   | TEAM WASAKI→INOUE에서 분파. 《이나즈마 일레븐 오리온의 각인》을 마지막으로 TEAM INOUE와 통합. 《요괴워치♪》, 《닌자라》에서 제작 담당을 맡은 후 퇴사.              |
| OLM TEAM SAKURAI    | 사쿠라이 료스케   | SynergySP 출신. 《조이드 와일드》를 마지막으로 팀을 해산. |
| OLM TEAM KOJIMA     | 코지마 히로아키   | 디오미디어 출신. 《서머타임 렌더》를 마지막으로 팀을 해산해, 버그 필름(트윈 엔진 산하)을 설립.                                                                     |
| OLM TEAM MIYAGAWA   | 미야가와 케이스케 | 실사 프로듀스. |

## 제작 작품

### TV 애니메니션
| 방송년 | 방송기간           | 제목                                                                  | 제작팀                                            | 비고                                      |
| ------ | ------------------ | --------------------------------------------------------------------- | ------------------------------------------------- | ----------------------------------------- |
| 1995년 | 4월 - 1996년 3월   | 애천사전설 웨딩피치                                                   | TEAM OTA                                          |                                           |
| 1995년 | 10월 - 1997년 3월  | 우주에서 온 모자코                                                    | TEAM IGUCHI                                       |                                           |
| 1997년 | 4월 - 2002년 11월  | 포켓몬스터                                                            | TEAM OTA                                          |                                           |
| 1997년 | 10월 - 1998년 4월  | 검풍전기 베르세르크                                                   | TEAM IGUCHI                                       |                                           |
| 1998년 | 4월 - 1999년 3월   | 오! 나의 여신님 작다는 건 편리해                                      | TEAM KOITABASHI                                   |                                           |
| 1999년 | 4월 - 6월          | To Heart                                                              | TEAM WASAKI                                       |                                           |
| 1999년 | 10월 - 2000년 4월  | 강철천사 쿠루미                                                       | TEAM WASAKI                                       |                                           |
| 2000년 | 12월 30일          | 포켓몬스터: 돌아온 뮤츠                                               | TEAM OTA                                          | 협력:TEAM WASAKI                          |
| 2001년 | 4월 - 6월          | 강철천사 쿠루미 2식                                                   | TEAM WASAKI                                       |                                           |
| 2001년 | 4월 - 6월          | 코믹 파티                                                             | TEAM IGUCHI                                       |                                           |
| 2001년 | 5월 - 2002년 5월   | 피규어17 츠바사&히카루                                                | TEAM WASAKI                                       |                                           |
| 2001년 | 10월 - 2002년 4월  | 카스민                                                                | TEAM IWASA                                        |                                           |
| 2001년 | 12월 30일          | 포켓몬스터 크리스탈·라이코 천둥의 전설                                | TEAM KOITABASHI                                   | 협력:TEAM WASAKI                          |
| 2002년 | 10월 - 2003년 4월  | 카스민（제2시리즈）                                                   | TEAM IWASA                                        |                                           |
| 2002년 | 11월 - 2003년1월   | PIANO                                                                 | TEAM IGUCHI                                       |                                           |
| 2002년 | 11월 - 2006년9월   | 포켓몬스터 AG                                                         | TEAM OTA→TEAM IGUCHI                              |                                           |
| 2002년 | 12월 - 2004년9월   | 포켓몬스터 사이드 스토리                                              | TEAM KOITABASHI TEAM OTA TEAM IWASA TEAM IGUCHI   |                                           |
| 2003년 | 4월 - 10월         | 카스민（제3시리즈）                                                   | TEAM IWASA                                        |                                           |
| 2003년 | 4월 - 2005년 3월   | 쿠롯케!                                                               | TEAM IGUCHI                                       |                                           |
| 2003년 | 10월 - 2004년 3월  | 신나는 과학 어드벤쳐 아하! 그렇구나                                   | TEAM IWASA                                        |                                           |
| 2003년 | 10월 - 12월        | 신혼합체 고단나                                                       |                                                   | 공동제작: AIC                             |
| 2004년 | 1월 - 12월         | 몽키턴/몽키턴V                                                        | 애니메이션 제작협력:AIC                           |                                           |
| 2004년 | 4월 - 6월          | 신혼합체 고단나 SECOND SEASON                                         | 공동제작: AIC ASTA                                |                                           |
| 2004년 | 7월 - 2005년 5월   | 아가사 크리스티의 명탐정 포와로와 마플                                | TEAM IWASA                                        |                                           |
| 2004년 | 10월 - 12월        | ToHeart Remember my memories                                          |                                                   | 공동제작: AIC ASTA                        |
| 2005년 | 8월 - 2006년 2월   | 강식장갑 가이버                                                       | TEAM WASAKI                                       |                                           |
| 2005년 | 10월 - 2006년 1월  | ToHeart2                                                              | TEAM IGUCHI                                       |                                           |
| 2006년 | 4월 29일           | 전율의 미라주 포켓몬                                                  | TEAM OTA                                          |                                           |
| 2006년 | 4월 - 6월          | 마계전기 디스가이아                                                   | TEAM IGUCHI                                       |                                           |
| 2006년 | 4월 - 6월          | RAY THE ANIMATION                                                     | TEAM IGUCHI                                       |                                           |
| 2006년 | 4월 - 9월          | 칭송받는 자                                                           | TEAM IWASA                                        |                                           |
| 2006년 | 9월 8일            | 포켓몬 불가사의 던전 출동 포켓몬 구조대 파이팅즈!                     | TEAM KOITABASHI                                   |                                           |
| 2006년 | 9월 - 2010년 9월   | 포켓몬스터 DP                                                         | TEAM IGUCHI→TEAM KATO                             |                                           |
| 2006년 | 10월 - 12월        | Gift ~기프트~ eternal rainbow                                         | TEAM IWASA                                        |                                           |
| 2006년 | 10월 - 2007년 3월  | 슈퍼로봇대전 OG 디바인 워즈                                           | TEAM IWASA                                        |                                           |
| 2007년 | 1월 - 2008년 3월   | 델토라 퀘스트                                                         | TEAM WASAKI                                       |                                           |
| 2007년 | 9월9日             | 포켓몬 불가사의 던전 시간의 탐험대·어둠의 탐험대                      | TEAM OTA                                          |                                           |
| 2007년 | 12월 - 2008년2월   | 자 가자! 타마곳치                                                     | TEAM OTA                                          |                                           |
| 2008년 | 10월 - 2011년4월   | 썬더일레븐                                                            | TEAM WASAKI                                       |                                           |
| 2009년 | 4월 12일           | 포켓몬 불가사의 던전 하늘의 탐험대 때와 어둠을 둘러싼 최후의 모험     | TEAM KAMEI                                        |                                           |
| 2009년 | 10월               | 우사루산.                                                             | TEAM KOITABASHI                                   |                                           |
| 2009년 | 10월 - 2012년 9월  | 다마고치!                                                             | TEAM KAMEI                                        |                                           |
| 2010년 | 2월 28일, 3월 7일  | 포켓몬 레인저 빛의 궤적                                               | TEAM KATO                                         |                                           |
| 2010년 | 9월 -              | 하나캇파                                                              |                                                   | 공동제작: XEBEC→SIGNAL.MD→단독제작        |
| 2010년 | 9월 - 2012년10월   | 포켓몬스터 베스트위시                                                 | TEAM KATO                                         |                                           |
| 2011년 | 2월 3일            | 포켓몬스터 DP 특별편                                                  | TEAM KATO                                         |                                           |
| 2011년 | 3월 - 2012년 1월   | 골판지전기                                                            | TEAM INOUE                                        |                                           |
| 2011년 | 5월 - 2012년 4월   | 썬더일레븐 GO                                                         | TEAM WASAKI                                       |                                           |
| 2012년 | 1월 - 2013년 3월   | 골판지전기 W                                                          | TEAM INOUE                                        |                                           |
| 2012년 | 4월 - 2013년 5월   | 썬더일레븐 GO 크로노 스톤                                             | TEAM WASAKI                                       |                                           |
| 2012년 | 6월 - 2013년 9월   | 포켓몬스터 베스트위시 2                                               | TEAM KATO                                         |                                           |
| 2012년 | 9월 - 2013년 8월   | 다마고치! 꿈 키라 드림                                                | TEAM KAMEI                                        |                                           |
| 2013년 | 4월 - 12월         | 골판지전기 WARS                                                       | TEAM INOUE                                        |                                           |
| 2013년 | 5월 - 2014년3월    | 썬더일레븐 GO 갤럭시                                                  | TEAM WASAKI→TEAM KOITABASHI                       |                                           |
| 2013년 | 7월 11일           | 뮤츠 ~각성의 서장~                                                    |                                                   |                                           |
| 2013년 | 9월 - 2014년 3월   | 다마고치! 미라클 프렌즈                                               | TEAM WASAKI                                       |                                           |
| 2013년 | 10월 2일           | 포켓몬스터 THE ORIGIN                                                 |                                                   | 공동제작: Production I.G, XEBEC           |
| 2013년 | 10월 - 2015년 11월 | 포켓몬스터 XY                                                         | TEAM KATO                                         |                                           |
| 2014년 | 1월 - 2015년 4월   | 퓨처 카드 버디파이트                                                  |                                                   | 공동제작: XEBEC                           |
| 2014년 | 1월 - 2018년 3월   | 요괴워치                                                              | TEAM INOUE                                        |                                           |
| 2014년 | 3월 29일           | 피카이아（파일럿판）                                                  | TEAM KATO                                         |                                           |
| 2014년 | 4월 - 2015년 3월   | 오레카 배틀                                                           |                                                   | 공동제작: XEBEC                           |
| 2014년 | 4월 - 2015년 3월   | 드래곤 컬렉션                                                         |                                                   |                                           |
| 2014년 | 4월 - 2015년 3월   | GO-GO 다마고치!                                                       | TEAM WASAKI                                       |                                           |
| 2014년 | 7월 17일           | 광국의 프린세스 디안시                                                | TEAM KOITABASHI                                   |                                           |
| 2015년 | 3월 - 2016년 2월   | 맡겨줘! 미라클 캣단                                                   | TEAM KOITABASHI                                   |                                           |
| 2015년 | 4월 - 9월          | 다마고치! 다마 토모 다이슈 GO                                         | TEAM WASAKI                                       |                                           |
| 2015년 | 4월 - 2016년 3월   | 퓨처 카드 버디파이트 100                                              |                                                   | 공동제작: XEBEC                           |
| 2015년 | 4월 - 5월          | 후파의 말괄량이 대작전!!                                              |                                                   |                                           |
| 2015년 | 4월 - 7월          | 피카이아!                                                             |                                                   |                                           |
| 2015년 | 10월 - 2016년 10월 | 포켓몬스터 XY&Z                                                       | TEAM KATO                                         |                                           |
| 2015년 | 10월 - 2018년 8월  | 비밀♥비밀의 에그엔젤 코코밍                                           | TEAM WASAKI TEAM YOSHIOKA                         |                                           |
| 2016년 | 4월 - 12월         | 12세 ~작은 가슴의 두근거림~                                           | TEAM 櫻                                           |                                           |
| 2016년 | 4월 - 2017년 3월   | 퓨처 카드 버디파이트 DDD                                              |                                                   | 공동제작: XEBEC                           |
| 2016년 | 4월 - 2017년 3월   | 베이블레이드 버스트                                                   | TEAM ABE                                          |                                           |
| 2016년 | 10월 - 2017년 10월 | 카드파이트!! 뱅가드 G NEXT                                            | TEAM KOITABASHI                                   |                                           |
| 2016년 | 11월 - 2019년 11월 | 포켓몬스터 썬&문                                                      | TEAM KATO                                         |                                           |
| 2017년 | 1월 - 4월          | BanG Dream! 1st Season                                                | ISSEN（부시로드와의 공동）                        | 공동제작: XEBEC                           |
| 2017년 | 2월 - 5월          | 피카이아!!                                                            | TEAM KATO                                         |                                           |
| 2017년 | 4월 - 7월          | 아톰 더 비기닝                                                        |                                                   | 공동제작: Production I.G, SIGNAL.MD       |
| 2017년 | 4월 - 12월         | 100% 파스칼 선생님                                                    | TEAM KAMEI                                        |                                           |
| 2017년 | 4월 - 12월         | 말랑요정 치치                                                         | TEAM 櫻→TEAM SAKURAI                              |                                           |
| 2017년 | 4월 - 12월         | 토미카 하이퍼 레스큐 드라이브 헤드 기동 구급경찰                      |                                                   | 공동제작: XEBEC, 아스리드, ACGT           |
| 2017년 | 4월 - 2018년 3월   | 베이블레이드 버스트 신(神)                                            | TEAM ABE                                          |                                           |
| 2017년 | 4월 - 2018년 3월   | 퓨처 카드 버디파이트 X                                                |                                                   | 공동제작: XEBEC                           |
| 2017년 | 10월 - 2018년 4월  | 카드파이트!! 뱅가드 G Z                                               | TEAM KOITABASHI                                   |                                           |
| 2018년 | 1월 - 2019년 6월   | 신칸센 변형로보 신카리온 THE ANIMATION                                |                                                   | 공동제작: 아지아도→SynergySP              |
| 2018년 | 1월 - 2020년 3월   | 포치와 발명 피카친 키트                                               | 공동제작: 신에이 동화 제작협력(시리즈): SynergySP |                                           |
| 2018년 | 4월 - 9월          | 이나즈마 일레븐 아레스의 천칭                                         | TEAM KAWAKITA                                     |                                           |
| 2018년 | 4월 - 9월          | 메이저 세컨드                                                         | TEAM KOJIMA                                       |                                           |
| 2018년 | 4월 - 5월          | 퓨처 카드 버디파이트 X 올스타 파이트                                  |                                                   | 공동제작: XEBEC                           |
| 2018년 | 4월 - 2019년 3월   | 베이블레이드 버스트 초제트                                            | TEAM ABE                                          |                                           |
| 2018년 | 4월 - 2019년 3월   | 요괴워치 섀도우 사이드                                                | TEAM INOUE                                        |                                           |
| 2018년 | 5월 - 2019년 5월   | 카드파이트!! 뱅가드(중・고등학생편)                                   | TEAM Go                                           |                                           |
| 2018년 | 6월 - 2019년 4월   | 퓨처 카드 신 버디파이트                                               |                                                   | 공동제작: XEBEC                           |
| 2018년 | 7월 - 2019년 6월   | 조이드 와일드                                                         | TEAM SAKURAI                                      |                                           |
| 2018년 | 9월 - 2019년 9월   | 반짝반짝 해피★ 열려라! 코코밍                                         | TEAM YOSHIOKA                                     |                                           |
| 2018년 | 10월 - 2019년 9월  | 이나즈마 일레븐 오리온의 각인                                         | TEAM KAWAKITA                                     |                                           |
| 2019년 | 4월 - 12월         | 요괴워치!                                                             | TEAM INOUE                                        | 공동제작: 매직버스                        |
| 2019년 | 4월 - 9월          | MIX                                                                   | TEAM KOJIMA                                       |                                           |
| 2019년 | 4월 - 2020년 3월   | 털뭉치 곤지로                                                         |                                                   | 공동제작: WIT STUDIO, SIGNAL.MD(도중부터) |
| 2019년 | 5월 - 8월          | 카드파이트!! 뱅가드(속・고등학생편)                                   | TEAM Go                                           |                                           |
| 2019년 | 8월 - 2020년 3월   | 카드파이트!! 뱅가드(신에몬편)                                         | TEAM Go                                           |                                           |
| 2019년 | 10월 - 2020년 2월  | 모노의 신님 코코타마                                                  | TEAM YOSHIOKA                                     |                                           |
| 2019년 | 10월 - 2020년 10월 | 조이드 와일드 ZERO                                                    | TEAM MASUDA                                       |                                           |
| 2019년 | 11월 -             | 포켓몬스터 W                                                          | TEAM KATO                                         |                                           |
| 2019년 | 12월 - 2021년 4월  | 요괴학원Y ~N과의 조우~ 고등부편                                       | TEAM INOUE                                        |                                           |
| 2020년 | 4월 - 11월         | 메이저 세컨드(제2시리즈)                                              | TEAM KOJIMA                                       |                                           |
| 2020년 | 4월 - 8월          | 문호와 알케미스트 ~심판의 톱니바퀴~                                   | TEAM KOJIMA                                       |                                           |
| 2020년 | 4월 - 2021년 3월   | 토미카 유대합체 어스그랜너                                            | TEAM INOUE                                        |                                           |
| 2020년 | 4월 - 2021년 3월   | 걸 학원 ~성 걸즈 스퀘어 학원~                                         | TEAM KATO                                         | 공동제작: WIT STUDIO                      |
| 2020년 | 5월 - 11월         | 카드파이트!! 뱅가드 외전 이프 -if-                                    | TEAM ABE                                          |                                           |
| 2020년 | 10월 - 2021년 3월  | 킹스레이드: 의지를 잇는 자들                                          |                                                   | 공동제작: SUNRISE BEYOND                  |
| 2021년 | 4월 - 2022년 3월   | 마지카 파티                                                           | TEAM INOUE                                        |                                           |
| 2021년 | 4월 - 2022년 3월   | 신칸센 변형로보 신카리온 Z                                            | TEAM ABE                                          |                                           |
| 2021년 | 4월 - 6월          | 오드 택시                                                             | TEAM YOSHIOKA                                     | 공동제작: P.I.C.S.                        |
| 2021년 | 4월-               | 요괴워치♪                                                             | TEAM INOUE                                        |                                           |
| 2021년 | 10월 - 12월        | 메가톤급 무사시                                                       | TEAM INOUE                                        |                                           |
| 2021년 | 10월 - 12월        | 이세계 식당 2                                                         | TEAM YOSHIOKA                                     |                                           |
| 2021년 | 10월 - 12월        | 코미 양은 커뮤증입니다                                                | TEAM KOJIMA                                       |                                           |
| 2022년 | 1월 -              | 닌자라                                                                | TEAM INOUE                                        |                                           |
| 2022년 | 1월 - 3월          | 걸 학원 〜Lucky Stars〜                                               | TEAM KATO                                         |                                           |
| 2022년 | 1월 - 3월          | 이세계 미소녀 수육 아저씨와                                           | TEAM YOSHIOKA                                     |                                           |
| 2022년 | 4월 - 6월          | 코미 양은 커뮤증입니다 (제2기)                                        | TEAM KOJIMA                                       |                                           |
| 2022년 | 4월 - 9월          | 러브 올 플레이                                                        | TEAM YOSHIOKA                                     | 공동제작: 닛폰 애니메이션                 |
| 2022년 | 4월 - 9월          | 서머타임 렌더                                                         | TEAM KOJIMA                                       |                                           |
| 2022년 | 10월 - 2023년 3월  | 메가톤급 무사시 (제2기)                                               | TEAM INOUE                                        |                                           |
| 2022년 | 12월 23일          | 포켓몬스터 W: 아득히 먼 푸른 하늘                                     | TEAM KATO                                         |                                           |
| 2023년 | 1월 - 3월          | 괴롭히지 말아요, 나가토로 양 2nd Attack                               | TEAM INOUE                                        |                                           |
| 2023년 | 1월 - 3월          | 포켓몬스터 노려라 포켓몬 마스터                                       | TEAM KATO                                         |                                           |
| 2023년 | 4월 - 9월          | 믹스: 두번째 여름, 하늘 너머로                                        | TEAM MASUDA                                       |                                           |
| 2023년 | 4월 -              | 모험대륙 아니아 킹덤                                                  |                                                   | 공동제작: 인피니티 비전                   |
| 2023년 | 4월 -              | 고! 고! 비어클 주                                                     | 공동제작: SIGNAL.MD                               |                                           |
| 2023년 | 4월 -              | 포켓몬스터 (2023년판)                                                 | TEAM KATO                                         |                                           |
| 2023년 | 7월 - 9월          | 비극의 원흉이 되는 최강악역 최종보스 여왕은 국민을 위해 헌신합니다    | TEAM YOSHIOKA                                     |                                           |
| 2023년 | 7월 - 12월         | 다크 개더링                                                           | TEAM MASUDA                                       |                                           |
| 2023년 | 10월 -             | 베이블레이드 X                                                        | TEAM MASUDA                                       |                                           |
| 2023년 | 10월 - 2024년 3월  | 약사의 혼잣말                                                         |                                                   | 공동제작: TOHO animation STUDIO           |
| 2023년 | 10월 - 12월        | 변경의 팔라딘: 철녹산의 왕                                            | 공동제작: SUNRISE BEYOND                          |                                           |
| 2024년 | 1월 - 3월          | 퐁의 길                                                               | TEAM INOUE                                        |                                           |
| 2024년 | 1월 - 3월          | 월간 모상과학                                                         | TEAM YOSHIOKA                                     |                                           |
| 2024년 | 4월 - 6월          | 어~이! 톤보                                                           | TEAM INOUE                                        |                                           |
| 2024년 | 4월 -              | 비밀의 아이프리                                                       |                                                   | 공동제작: 동우에이앤이                    |
| 2024년 | 7월 - 9월          | 던전 관리인                                                           |                                                   |                                           |
| 2024년 | 7월 - 9월          | 나는 모든 것을 【패리】한다 ~역착각의 세계 최강은 모험가가 되고 싶다~ | TEAM MASUDA                                       |                                           |
| 2024년 | 10월 - 12월        | 어~이! 톤보 2nd Season                                                |                                                   |                                           |
| 2024년 | 10월 -             | 토노와 개                                                             |                                                   | 공동제작: Live2D Creative Studio          |
| 2025년 | 1월 -              | 약사의 혼잣말 (제2기)                                                 |                                                   | 공동제작: TOHO animation STUDIO           |
| 2025년 | 4월 -              | 우주인 무무                                                           | Division 2                                        |                                           |
| 2025년 | 7월 -              | 냐이트 오브 더 리빙 캣                                                | TEAM MASUDA                                       |                                           |
| 2025년 | 7월 -              | 추방자 식당에 어서 오세요!                                            | TEAM YOSHIOKA                                     |                                           |

### 극장 애니메이션
| 공개년 | 제목                                                                                      | 제작팀                                            | 비고                               |
| ------ | ----------------------------------------------------------------------------------------- | ------------------------------------------------- | ---------------------------------- |
| 1998년 | 극장판 포켓몬스터: 뮤츠의 역습・피카츄의 여름 휴가                                        | TEAM KOITABASHI                                   |                                    |
| 1999년 | 극장판 포켓몬스터: 루기아의 탄생・피카츄 탐험대                                           | TEAM KOITABASHI                                   |                                    |
| 2000년 | 극장판 포켓몬스터: 결정탑의 제왕 앤테이・피츄와 피카츄                                    | TEAM KOITABASHI                                   |                                    |
| 2001년 | 극장판 포켓몬스터: 세레비 시간을 초월한 만남・피카츄의 두근두근 숨바꼭질                  | TEAM KOITABASHI                                   |                                    |
| 2002년 | 극장판 포켓몬스터: 물의 도시의 수호신 라티아스와 라티오스・반짝반짝 밤하늘 캠핑           | TEAM KOITABASHI                                   |                                    |
| 2003년 | 극장판 포켓몬스터 AG: 아름다운 소원의 별 지라치・춤추는 포켓몬 비밀 기지                  | TEAM KOITABASHI                                   |                                    |
| 2004년 | 극장판 포켓몬스터 AG: 열공의 방문자 테오키스                                              | TEAM KOITABASHI                                   |                                    |
| 2004년 | 신암행어사                                                                                | TEAM KOITABASHI                                   | 공동제작: CHARACTERPLAN            |
| 2005년 | 극장판 포켓몬스터 AG: 뮤와 파동의 용사 루카리오                                           | TEAM KOITABASHI                                   |                                    |
| 2006년 | 극장판 포켓몬스터 AG: 포켓몬 레인저와 바다의 왕자 마나피                                  | TEAM KOITABASHI                                   |                                    |
| 2006년 | 극장판 동물의 숲                                                                          | TEAM KAMEI                                        |                                    |
| 2007년 | 극장판 포켓몬스터 DP: 디아루가 VS 펄기아 VS 다크라이                                      | TEAM KOITABASHI                                   |                                    |
| 2007년 | 다마고치 극장판 - 두근두근 우주의 미아?!                                                  | TEAM KAMEI                                        |                                    |
| 2008년 | 극장판 포켓몬스터 DP: 기라티나와 하늘의 꽃다발 쉐이미                                     | TEAM KOITABASHI                                   |                                    |
| 2008년 | 다마고치 우주에서 가장 행복한 이야기!?                                                    | TEAM KAMEI                                        |                                    |
| 2009년 | 극장판 포켓몬스터 DP: 아르세우스 초극의 시공으로                                          | TEAM KOITABASHI                                   |                                    |
| 2009년 | 레이튼 교수와 영원의 가희                                                                 | TEAM KAMEI                                        | 공동제작: P.A.WORKS                |
| 2010년 | 극장판 포켓몬스터 DP: 환영의 패왕 조로아크                                                | TEAM KOITABASHI                                   |                                    |
| 2010년 | 썬더일레븐 극장판: 최강군단 오우거의 습격                                                 | TEAM KOITABASHI                                   |                                    |
| 2011년 | 극장판 포켓몬스터 베스트위시: 비크티니와 흑의 영웅 제크로무·비크티니와 백의 영웅 레시라무 | TEAM KOITABASHI                                   | 공동제작: Production I.G, XEBEC    |
| 2011년 | 극장판 썬더일레븐 GO: 궁극의 우정 그리폰                                                  | TEAM KOITABASHI                                   |                                    |
| 2012년 | 극장판 포켓몬스터 베스트위시: 큐레무 VS 성검사 케르디오・메로엣타의 반짝반짝 음악회       | TEAM KOITABASHI                                   |                                    |
| 2012년 | 극장판 썬더일레븐 GO VS 골판지 전사 W                                                     | TEAM KOITABASHI TEAM INOUE                        |                                    |
| 2013년 | 극장판 포켓몬스터 베스트위시: 신의 속도 게노세크트, 뮤츠의 각성・피카츄와 이브이☆프렌즈   | TEAM KOITABASHI                                   |                                    |
| 2013년 | 극장판 하나캇파: 나비 나라의 대모험                                                       |                                                   | 공동제작: XEBEC                    |
| 2014년 | 극장판 이나즈마 일레븐 초차원 드림매치                                                    | TEAM KOITABASHI                                   |                                    |
| 2014년 | 극장판 포켓몬스터 XY: 파괴의 포켓몬과 디안시・피카츄, 이건 무슨 열쇠야?                   | TEAM KAMEI                                        |                                    |
| 2014년 | 극장판 요괴워치: 탄생의 비밀이다냥!                                                       | TEAM INOUE                                        |                                    |
| 2015년 | 포켓몬 더 무비 XY: 후파: 광륜의 초마신・피카츄와 포켓몬 음악대                            | TEAM KAMEI                                        |                                    |
| 2015년 | 극장판 요괴워치: 염라대왕과 5개의 이야기다냥!                                             | TEAM KOITABASHI TEAM INOUE                        |                                    |
| 2015년 | 백일홍 〜Miss HOKUSAI〜                                                                   |                                                   | 공동제작: Production I.G, 선라이즈 |
| 2016년 | 포켓몬 더 무비 XY&Z: 볼케니온: 기계왕국의 비밀                                            | TEAM KAMEI                                        |                                    |
| 2016년 | 극장판 요괴워치: 하늘을 나는 고래와 더블세계다냥!                                         | TEAM INOUE(애니메이션 파트) TEAM MIIKE(실사 파트) |                                    |
| 2017년 | 영화 비밀의 코코타마 기적을 일으키는♪ 텟플과 두근두근 코코타마계                          | TEAM YOSHIOKA                                     |                                    |
| 2017년 | 다마고치 비밀의 배송 대작전!                                                              | TEAM YOSHIOKA                                     |                                    |
| 2017년 | 극장판 포켓몬스터: 너로 정했다!                                                           | TEAM KATO                                         |                                    |
| 2017년 | 극장판 요괴워치: 섀도우 사이드 도깨비 왕의 부활                                           | TEAM INOUE                                        |                                    |
| 2018년 | 극장판 포켓몬스터: 모두의 이야기                                                          | TEAM KATO                                         | 공동제작: WIT STUDIO               |
| 2018년 | 극장판 토미카 하이퍼레스큐 드라이브헤드                                                   |                                                   | 공동제작: XEBEC, 아스리드          |
| 2018년 | 극장판 요괴워치: FOREVER FRIENDS                                                          | TEAM INOUE                                        |                                    |
| 2019년 | 니노쿠니                                                                                  | TEAM KATO                                         |                                    |
| 2019년 | 극장판 요괴워치: 요괴학원 Y 고양이는 HERO가 될 수 있을까                                  | TEAM INOUE                                        |                                    |
| 2019년 | 신카리온 미래에서 온 신속의 ALFA-X                                                        |                                                   | 공동제작: SynergySP                |
| 2020년 | 극장판 포켓몬스터: 정글의 아이, 코코                                                      | TEAM KATO                                         |                                    |
| 2021년 | 극장판 요괴워치♪ 케이타와 나의 만남편이다냥♪ 저, 저도~♪♪                                  | TEAM INOUE                                        | 이온 시네마 한정공개               |
| 2021년 | 극장판 총집편 마지카 파티                                                                 | TEAM INOUE                                        | 이온 시네마 한정공개               |
| 2022년 | 영화 오드 택시 인 더 우즈                                                                 | TEAM YOSHIOKA                                     | 공동제작: P.I.C.S.                 |
| 2023년 | 요괴워치♪: 지바냥 VS 코마상 워메한 대결전이다냥                                           | TEAM INOUE                                        |                                    |

### OVA
| 방송년 | 제목                                     | 제작팀          | 비고                                      |
| ------ | ---------------------------------------- | --------------- | ----------------------------------------- |
| 1995년 | 건스미스 캣츠                            | TEAM KOITABASHI | -1996년                                   |
| 1996년 | 웨딩피치 DX                              | TEAM OTA        | -1997년                                   |
| 1997년 | 붓토비!! CPU                             | TEAM WASAKI     |                                           |
| 1998년 | 파워돌 프로젝트 α                        | TEAM KOITABASHI |                                           |
| 1998년 | 유혹 COUNT DOWN 鏡                       | TEAM KOITABASHI | 성인향 루트에서 판매 사명 논크레딧        |
| 1998년 | 비욘드                                   | TEAM IGUCHI     | 성인향 루트에서 판매 비욘드 프로젝트 명의 |
| 1998년 | 포켓몬스터 피카츄의 겨울방학             | TEAM OTA        |                                           |
| 1998년 | 퀸 에메랄다스                            | TEAM WASAKI     | -1999년                                   |
| 1999년 | 포켓몬스터 피카츄의 겨울방학 2000        | TEAM KOITABASHI |                                           |
| 1999년 | 하이 스쿨 오라 버스터                    | TEAM IGUCHI     |                                           |
| 2000년 | 포켓몬스터 피츄와 피카츄의 겨울방학 2001 | TEAM KOITABASHI |                                           |
| 2000년 | 강철천사 쿠루미                          | TEAM WASAKI     |                                           |
| 2001년 | 강철천사 쿠루미 零                       | TEAM WASAKI     |                                           |
| 2003년 | 미즈이로 전연령판                        | TEAM IWASA      |                                           |
| 2003년 | Early Reins                              | TEAM IGUCHI     |                                           |
| 2012년 | うたえメロエッタ リンカのみをさがせ      | TEAM KOITABASHI |                                           |
| 2015년 | 행차 소마신 후파                         | TEAM KAMEI      |                                           |
| 2018년 | 썬더일레븐 Reloaded                      | TEAM KAWAKITA   |                                           |

### Web 애니메이션
| 공개년 | 제목                                  | 제작팀        | 비고                      |
| ------ | ------------------------------------- | ------------- | ------------------------- |
| 2008년 | 다마고치 오리지널 애니메이션          | TEAM KAMEI    |                           |
| 2014년 | Bee and PuppyCat                      | 빈칸          | -2016년                   |
| 2016년 | 포켓몬 제너레이션즈                   | TEAM KATO     |                           |
| 2016년 | 이나즈마 일레븐 아우터 코드           | TEAM KAWAKITA | -2017년                   |
| 2016년 | 100% 파스칼 선생님                    | 빈칸          | 빈칸                      |
| 2019년 | 베이블레이드 버스트 가치              | TEAM ABE      | -2020년                   |
| 2019년 | 물건의 신님 코코타마                  | TEAM YOSHIOKA | -2020년                   |
| 2020년 | 베이블레이드 버스트 스파킹            | TEAM ABE      | -2021년                   |
| 2021년 | Pokémon Evolutions                    | TEAM KATO     | -2021년                   |
| 2021년 | 베이블레이드 버스트 다이너마이트 배틀 | TEAM MASUDA   | -2022년                   |
| 2022년 | Bee and PuppyCat: Lazy in Space       | 빈칸          |                           |
| 2022년 | 포켓몬스터 신이라 불리는 아르세우스   | TEAM KATO     |                           |
| 2023년 | 베이블레이드 버스트 쿼드 스트라이크   |               | 해외 방송·스트리밍용 작품 |

### 내용주
1. ↑  기획상은 KSS 명의이며, 무표기
2. 1 2 3 4 5 6 7 8 9  팀이름은 무표기
3. ↑  최초의 디지털 제작 작품
4. ↑  방송 중에 도산하여 활동 정지된 그룹 택으로부터 제작 업무를 인계받은 작품
5. ↑  2019년 1월까지
6. ↑  2019년 4월 - 2022년 4월
7. ↑  두 팀이 공동 제작하는 것은 처음이다.

### 참조주
1. ↑  先を見据えて挑む デジタル作画プロジェクト（事例『ポケットモンスターXY＆Z』：オー・エル・エム）
2. ↑  アニメーションビジネス・ジャーナル 2016年11月1日 デジタル作画で何が変わるのか?　デジタルコンテンツエキスポで現場から報告 2017年5月27日閲覧。加藤浩幸 Twitter 2017年2月21日 14:56の発言
3. ↑  아니메! 아니메! 비즈 2015년 12월 22일 イマジカ・ロボットHD　大手アニメ製作会社のOLMを子会社化 보관됨 2022-12-01 - 웨이백 머신
4. ↑  애니메이션 비즈니스 저널 2017년 12월 13일 OLM、マレーシアに2Dアニメスタジオ設立　デジタル作画と仕上げが中心。GIZMODO 2017년 12월 26일 マレーシアで開催された｢コミックフェスタ 2017｣にて、OLM ASIAの北嶋秀彦さんにインタビュー：｢マレーシアで独立したアニメを作れる会社にしたい｣
5. ↑  “フィギュア17 つばさ&ヒカル : 作品情報”. アニメハック. 2020년 12월 3일에 확인함.
6. ↑  “けだまのゴンじろー :作品情報”. アニメハック. 2020년 5월 26일에 확인함.
7. ↑  “劇場版 新幹線変形ロボ シンカリオン 未来からきた神速のALFA-X”. 2020년 11월 1일에 원본 문서에서 보존된 문서. 2019년 6월 29일에 확인함.
8. ↑  “「劇場版ポケットモンスター」最新作は「ココ」、ポスター＆特報公開”. 2020년 1월 15일에 확인함.